# Gong Hyo-jin
Kong Hyo-jin (sinh ngày 4 tháng 4 năm 1980) là nữ diễn viên nổi tiếng của Hàn Quốc, cô được biết đến với các vai diễn chính trong các bộ phim truyền hình như Thank you (2007), Pasta (2010), The Greatest Love (2011), Master's Sun (2013), It's Okay, That's Love (2014), The Producers (2015), Jealousy Incarnate (2016) và When the Camellia Blooms (2019). Cô được mệnh danh là nữ hoàng phim hài tình cảm và được người hâm mộ gọi là Kongvely nhờ màn diễn xuất đáng yêu của hàng loạt vai diễn thành công kể từ Pasta.
Theo một số thống kê, tất cả phim truyền hình do cô đóng vai chính đều có rating không dưới 12.9%.

## Tiểu sử
Kong Hyo-jin sinh tại Seoul, Hàn Quốc. Cô chuyển đến Úc sinh sống cùng mẹ và em trai khi đang học trung học, trong khi bố ở lại làm việc tại Hàn Quốc để nuôi sống gia đình. Hyo-jin học trung học tại trường John Paul ở thành phố Brisbane. Cô rất thích quãng thời gian ở tại đây. Năm 2011 cô được chọn làm một trong những đại sứ thiện chí cho "Year of friendship", lễ kỉ niệm lần thứ 50 mối quan hệ ngoại giao giữa Úc và Hàn Quốc.
Sau 3 năm sinh sống tại Úc, cô và gia đình quay về Hàn Quốc năm 1997 do cuộc khủng hoảng tài chính châu Á.

## Đời tư
Cô bắt đầu hẹn hò với nam diễn viên Ryoo Seung-bum sau khi cùng hợp tác trong phim Wonderful days. Trước đó cả hai đã từng học chung lớp tại trường tiểu học 1 năm trước khi cô chuyển trường. Trong một dịp lễ kỉ niệm Hàn Quốc, họ chính thức công khai mối quan hệ. Năm 2002, cặp đôi này cùng nhau tham gia phim hài Conduct Zero. Họ chia tay năm 2003 nhưng vẫn duy trì tình bạn. Năm 2006, cô mời Seung-bum diễn vai bạn trai cũ trong bộ phim điện ảnh Family Ties với vai khách mời. Cặp đôi cùng tham gia phim Dachimawa Lee năm 2008 mặc dù cả hai không đóng chung cảnh nào. Năm 2010, Seung-bum một lần nữa làm khác mời trong phim truyền hình Pasta. Mặc dù được bình chọn làm cặp đôi được yêu thích nhất Hàn Quốc, năm 2012 cả hai tuyên bố chấm dứt mối quan hệ này.
Tháng 5 năm 2014, tờ Sports Seoul đưa tin cô và nam diễn viên Lee Jin-wook hẹn hò nhưng công ty quảng lý của Kong Hyo-jin xác nhận hai người đã chia tay vào tháng 9 cùng năm.

## Sự nghiệp

### Khởi nghiệp
Tính đến lúc Hyo-jin trở về Hàn Quốc, cô làm việc như một người mẫu. Cô xuất hiện trong nhiều quảng cáo, đáng chú ý nhất là "Happy to death", một quảng cáo về sản phẩm 700-5425. Sau 1 năm rưỡi làm nghề người mẫu, cô bắt đầu nghiệp diễn với một vai diễn phụ trong bộ phim Memento mori, một bộ phim được biên đạo bởi Kim Tae-yong và Min Kyu-dong. Ban đầu, Hyo-jin không có ý định sẽ theo đuổi nghiệp diễn xuất và không đủ kiên nhẫn để chờ đợi đến kết thúc của bộ phim nhưng thành công mà bộ phim này đem lại đã thôi thúc cô tiếp tục với công việc mới. Năm 2000, Hyo-jin tiếp tục xuất hiện trong sitcom (hài kịch tình huống) "My funky family".

Năm 2001, cô xuất hiện trong bộ phim truyền hình dài 50 tập "Wonderful days" trong vai người bán vé xe buýt phải lòng một nhận vật do Ryoo Seung-bum (Hyo-jin và Seung-bum sau đó đã nhận được giải Nữ diễn viên xuất sắc nhất và Nam diễn viên xuất sắc nhất trong hạng mục phim truyền hình tại lễ trao giải Baeksang Arts Awards. Sau khi xuất hiện với một vai diễn nhỏ trong vở hài kịch của Jang Jin "Gun & Talks" và bộ phim điện ảnh "Volcano high", cô được mời đóng vai chính trong bộ phim Emergency act 19) và A Bizarre Love Triangle nhờ những thành công nổi bật trong năm 2002. Song chính vai diễn đầy phức tạp trong bộ phim Ruler of your own world đã giúp cô có được nhiều sự chú ý từ các doanh nghiệp thời bấy giờ. Bộ phim được khen ngợi bởi nội dung chân thực và lối diễn xuất mạnh mẽ, đồng thời tạo nên một làn sóng hâm mộ tại Hàn Quốc. Cũng trong năm đó, Hyo-jin và Seung-bum cùng tham gia bộ phim Conduct Zero (hay No manners) và nhận được nhiều sự khen ngợi, vai trò của cô trong ngành công nghiệp phim ngày càng được khẳng định.
Năm 2003, bộ phim dài tập Snowman ghép đôi Hyo-jin với Jo Jae-hyun, với vai diễn đầy phức tạp, một cô gái phải lòng chính người anh họ của mình. Sau đó, Hyo-jin lại trở về hình tượng nhân vật nữ quen thuộc trong Sang-doo! Let's Go to School, được chỉ đạo thực hiện bởi đạo diễn Lee Hyung-min, người mà cô từng hợp tác trước đây trong một tập của Drama City. Trong phim này, cô đóng vai một cô giáo trung học tình cờ gặp lại cậu bạn trai thời niên thiếu, kẻ giờ đây chỉ là một tên trai bao, một người đàn ông độc thận với cô con gái bệnh tật. Bộ phim đánh dấu lần đầu tiên diễn xuất của ca sĩ nhạc pop Rain, đã có được những đánh giá rất tốt. Và Hyo-jin đồng thời cũng nhận được nhiều giải thưởng tại lễ trao giải  KBS Drama Awards.
Tuy nhiên từ năm 2004 đến 2005, sự nghiệp của cô bắt đầu trượt dốc bởi những vai diễn, bộ phim mà cô đảm nhận không có sự đột phá, mới mẻ và hình tượng nhân vật đều theo mô tuýp cũ. Cô đóng vai giáo viên trung học trong Biscuit Teacher and Star Candy và nhà khoa học trong Heaven's Soldiers. Hyo-jin mong muốn thoát khỏi hình tượng cũ, trở thành người phụ nữ thực sự với những vai diễn trưởng thành hơn nhưng lại ngần ngại đóng những cảnh trần trụi trong phim.

### Thành công
Năm 2006, đạo diễn Kim Tae-yong (người Kong kính trọng xem như thầy của mình), mời cô nhận một vai trong bộ phim điện ảnh "Family Ties", vai diễn ông viết dành riêng cho cô. Với chủ đề Hàn Quốc quen thuộc, "cội nguồn gia đình", bộ phim nhận được sự ủng hộ đông đảo qua việc cung cấp một cái nhìn mới mẻ và đầy tinh tế về những gia đình rắc rối. Dàn diễn viên được ca ngợi qua diễn xuất xuất sắc, và vai diễn của Kong - một cô gái trẻ nóng nảy có mối quan hệ rắc rối với mẹ, đã nhận được nhiều khen ngợi. Cô được đề cử giải nữ diễn viên xuất sắc nhất trong lễ trao giải điện ảnh Hàn Quốc, và cùng chia sẻ giải thưởng vinh dự với những đồng nghiệp khác trong bộ phim như  Moon So-ri, Go Doo-shim và Kim Hye-ok tại liên hoan phim quốc tế Thessaloniki ở Hy Lạp.
Bộ phim "Family Ties" đánh dấu một bước ngoặt mới trong sự nghiệp của cô và giúp cô tìm lại được đam mê trong nghiệp diễn của mình. Năm 2007, cô trở lại màn ảnh với bộ phim Thank you. Nhiều diễn viên viên nữ đã từ chối vai diễn làm người phụ nữ đơn thân với đứa con gái nhỏ sống lạc quan dù bị nhiễm HIV và người ông bị chứng mất trí, một nguyên nhân khác cho việc này là sự trở lại màn ảnh của nam diễn viên Jang Hyuk sau scandal trốn nghĩa vụ quân sự. Mặc dù vậy, bộ phim đã gặt hái được thành công và vươn lên vị trí số một trong các bộ phim được phát sóng lúc bấy giờ. Người xem cảm động bởi tấm lòng nhân hậu và sự kiên trì của nhân vật đóng bởi Kong. Vai diễn người mẹ của cô làm cho hình ảnh của Kong trở nên mềm yếu nhưng đồng thời cô lại nhận được sự đánh giá rất cao trong việc bộc lộ chân thật sắc thái của nhân vật, giúp cho bộ phim không trở nên quá sướt mướt.
Sau Thank You, Kong quay trở lại đóng phim và đảm nhận các vai phụ để có cơ hội làm việc với các đạo diễn tài năng nhất Chungmuro. Cô đóng vai một bạn gái cũ lạnh lùng, vô tâm trong "Happiness" của Hur Jin-ho, một vị hôn thê đầy lo âu trong bộ phim tâm lý "M" của Lee Myung-se và một điệp viên trong phim hài parody "Dachimawa Lee" của Ryu Seung-wan.

## Danh sách phim tham gia

### Phim điện ảnh
| Năm  | Tựa                               | Vai diễn                                     |
| ---- | --------------------------------- | -------------------------------------------- |
| 1999 | Memento Mori                      | Ji-won                                       |
| 2000 | Summer Story                      | Ham Bom                                      |
| 2001 | Last Present                      | MC nữ (phân cảnh nhỏ)                        |
| 2001 | Guns & Talks                      | Yeo-il                                       |
| 2001 | Volcano High                      | So Yo-seon                                   |
| 2002 | Surprise Party                    | In-ju                                        |
| 2002 | Emergency Act 19                  | Kim Min-ji                                   |
| 2002 | A Bizarre Love Triangle           | Geum-sook                                    |
| 2002 | Conduct Zero                      | Jang Na-young                                |
| 2005 | Heaven's Soldiers                 | Kim Su-yeon                                  |
| 2006 | Family Ties                       | Yoo Sun-kyung                                |
| 2007 | My Son                            | Con gái ngỗng Lồng tiếng (Vai trò khách mời) |
| 2007 | Happiness                         | Soo-yeon                                     |
| 2007 | M                                 | Eun-hye                                      |
| 2008 | Dachimawa Lee                     | Geum Yeon-ja                                 |
| 2008 | Crush and Blush                   | Yang Mi-sook                                 |
| 2009 | Sisters on the Road               | Oh Myung-ju                                  |
| 2010 | Rolling Home With a Bull          | Hyun-soo                                     |
| 2012 | Love Fiction                      | Lee Hee-jin                                  |
| 2012 | 2012: You Are More Than Beautiful | Young-hee                                    |
| 2012 | 577 Project (Phim tư liệu)        | Bản thân                                     |
| 2013 | Boomerang Family                  | Oh Mi-yeon                                   |
| 2016 | Missing: Lost Woman               | Han-mae                                      |
| 2017 | Singer Rider                      | Soo-jin                                      |
| 2018 | Và em sẽ đến                      | Cameo                                        |
| 2018 | Door Lock                         | Cho Kyung-min                                |
| 2019 | Hit And Run Squad                 | Eun Shi-yeon                                 |
| 2019 | The Most Ordinary Romance         | Oh Sun-young                                 |

### Phim truyền hình
| Năm  | Tựa                                                      | Vai diễn                                 | Đài trình chiếu         |
| ---- | -------------------------------------------------------- | ---------------------------------------- | ----------------------- |
| 2000 | My Funky Family                                          | Hyo-jin                                  | MBC                     |
| 2001 | Wonderful Days                                           | Jo Yeon-shil                             | SBS                     |
| 2001 | Love Without Hope                                        |                                          | KBS2                    |
| 2002 | Ruler of Your Own World                                  | Song Mi-rae                              | MBC                     |
| 2003 | Snowman                                                  | Seo Yeon-wook                            | MBC                     |
| 2003 | Sang Doo! Let's Go to School                             | Chae Eun-hwan                            | KBS2                    |
| 2004 | 5 Stars                                                  |                                          | SK Telecom moblie drama |
| 2005 | Biscuit Teacher and Star Candy                           | Na Bo-ri                                 | SBS                     |
| 2007 | Thank you                                                | Lee Young-shin                           | MBC                     |
| 2010 | Pasta                                                    | Seo Yoo-kyung                            | MBC                     |
| 2011 | The Greatest Love                                        | Gu Ae-jung                               | MBC                     |
| 2011 | Phim tư liệu: Do You Know Sad Movies? (Thời gian, tập 1) | Narrator                                 | MBC                     |
| 2011 | Flower Boy Ramyun Shop                                   | Thu ngân của cửa hàng (khách mời, tập 9) | TVN (Hàn Quốc)          |
| 2013 | Master's Sun                                             | Tae Gong-shil                            | SBS                     |
| 2014 | It's Okay, That's Love                                   | Ji Hae-soo                               | SBS                     |
| 2015 | The Producers                                            | Tak Ye-jin                               | KBS2                    |
| 2016 | Jealousy Incarnate                                       | Pyo Na-ri                                | SBS                     |
| 2019 | When the Camellia Blooms                                 | Dong-baek                                | KBS2                    |
| 2025 | When the Stars Gossip                                    | Eve Kim                                  | TVN (Hàn Quốc)          |

Music Video
| Năm  | Tên bài hát                       | Nghệ sĩ       | Co-Star             |
| ---- | --------------------------------- | ------------- | ------------------- |
| 2003 | (Part 1) "Left Alone"             | Lee Soo Young | Goo Soo,Jo yoon hee |
| 2003 | (Part 2) " I Still Bite My Lips " | Lee Soo Young | Goo Soo,Jo yoon hee |
| 2003 | " Brown Hair"                     | Yoon Gun      | Yoon Gun            |

Show thực tế
| Năm  | Chương trình                        | Tập    |
| ---- | ----------------------------------- | ------ |
| 2012 | Running Man                         | 108    |
| 2020 | Three Meals A Day Fishing Village 5 | 03, 04 |
| 2020 | House on Wheels                     | 03, 04 |